# فيل بيري
فيل بيري (بالإنجليزية: Phil Perry)‏ هو مغن مؤلف أمريكي، ولد في 12 يناير 1952 في سبرينغفيلد في الولايات المتحدة.

## وصلات خارجية
- الموقع الرسمي
- فيل بيري على موقع ميوزك برينز (الإنجليزية)
- فيل بيري على موقع أول ميوزيك (الإنجليزية)
- فيل بيري على موقع ديسكوغز (الإنجليزية)
- فيل بيري على موقع ديسكوغز (الإنجليزية)